# Nybohovsstationen

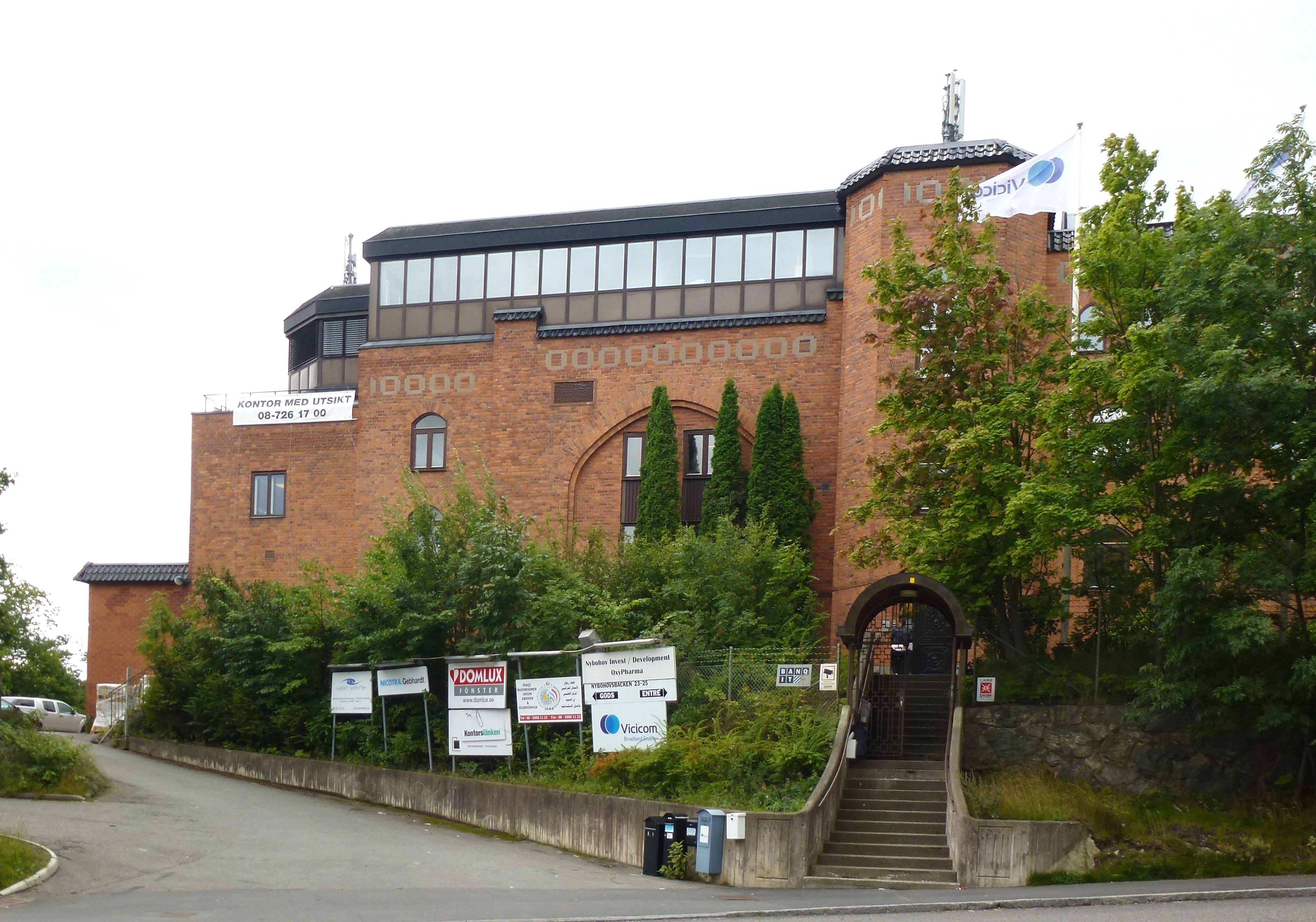
Nybohovsstationen 2012.

Nybohovsstationen är en tidigare transformatorstation i stadsdelen Liljeholmen, södra Stockholm. Stationen uppfördes för dåvarande Stockholms Gas- och Elektricitetsverk och invigdes 1914. Idag finns olika kontor i byggnaden.

## Historik

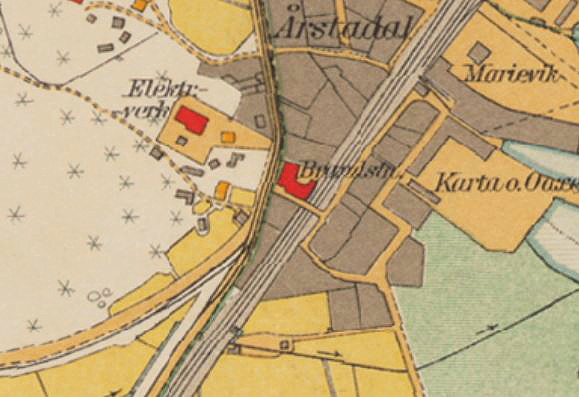
Nybohovsstationen och Liljeholmens brandstation 1934.

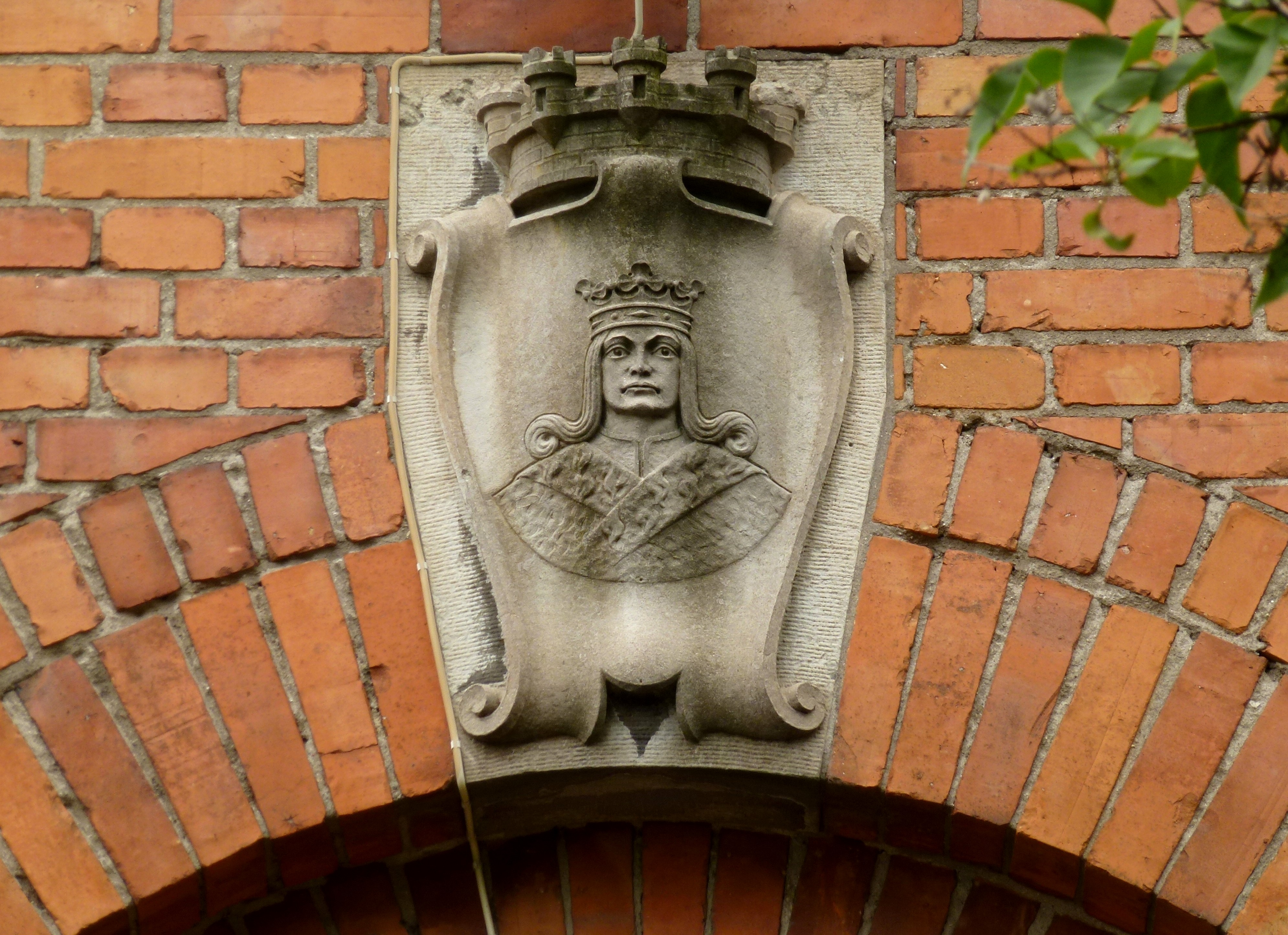
Sankt Erik över dörren.

I samband med att Brännkyrka landskommun inkorporerades i Stockholm år 1913 hade staden förbundet sig att bland annat leverera elektricitet till hushåll, industrier och för gatubelysning samt till Södra Förortsbanan. Redan 1911 hade en provisorisk överföring av kraft till Södra Förstadsbanan  ordnats, man ville därmed hinna före ett privat alternativ. Därefter uppfördes en permanent anläggning på nordöstra sluttningen av Nybohovsberget (dagens adress Nybohovsbacken 23), som stod färdig 1914.
Byggnaden är uppförd i rött murtegel med enkel utsmyckning. Över entrédörren finns Stockholms vapen med Sankt Erik. Vem som var arkitekt för anläggningen är svårt att fastställa. Vid den tiden var Ferdinand Boberg chefsarkitekt vid Stockholms elektricitetsverk och hans närmaste medarbetare var Gustaf de Frumerie. Troligen har båda medverkat vid utformningen. Nybohovsstationen påminner en hel del om Enskedestationen (invigd 1911) och Lillsjöstationen (invigd 1913). Den senare hade ritats av Gustaf de Frumerie.
Nybohovsstationen lades ner på 1970-talet och blev sedan ombyggd till kontor. Bland annat påbyggdes transformatorhallen med en våning.